# Cantone di Évreux-Sud
Il Cantone di Évreux-Sud era una divisione amministrativa dell'arrondissement di Évreux.
A seguito della riforma approvata con decreto del 25 febbraio 2014, che ha avuto attuazione dopo le elezioni dipartimentali del 2015, è stato soppresso.

## Composizione
Comprendeva parte della città di Évreux e i comuni di
- Angerville-la-Campagne
- Les Baux-Sainte-Croix
- Guichainville
- Saint-Luc
- Le Plessis-Grohan
- Les Ventes